# Scoparia gallica
Scoparia gallica is een vlinder uit de familie grasmotten (Crambidae). De wetenschappelijke naam is voor het eerst geldig gepubliceerd in 1873 door Peyerimhoff.
De soort komt voor in Europa.